# Der Hüttenmeister von Dornitz
Der Hüttenmeister von Dornitz ist eine Erzählung des halleschen Heimatforschers Siegmar von Schultze-Galléra. Sie erschien 1915 unter dem Titel Der Hüttenmeister von Dornitz – Eine Geschichte aus dem Saalkreise zur Zeit des Dreißigjährigen Krieges.
Der Autor beschreibt vor dem Hintergrund der Frühphase des Dreißigjährigen Krieges den Widerstand des Hüttenmeisters Joachim Thim und seines Gefolges gegen die Truppen Wallensteins. Handlungsort ist das damals bewaldete Gebiet des nördlichen Saalkreises, insbesondere das Waldstück zwischen den Orten Dalena, Domnitz, Dornitz und Löbejün. 
Einzelne Ereignisse und Personen sind durch Kirchenbücher und andere Dokumente verbürgt. Der Schmelzbetrieb in der Kupferhütte wurde im Februar 1622 aufgenommen. Im November 1625 erreichte das Kriegsgeschehen das Gebiet, der Betrieb wurde eingestellt, das Personal bis auf einen Verwalter entlassen. Die Hütte und der angrenzende Teich verwilderten. 
Darüber hinaus schuf Schultze-Galléra auf Grundlage der ihm vorliegenden Tatsachen und durch Überlieferungen eine romantisierte Darstellung der tatsächlichen Ereignisse. Der Autor skizziert daneben einen regionalen Eindruck des Dreißigjährigen Krieges. Neben den Auswirkungen des Krieges auf die Zivilbevölkerung werden v. a. regionales Brauchtum, Ortschaften und die damaligen Herrschaftsverhältnisse dargestellt.